# El Crucero (subdelegación)
El Crucero fue una de las subdelegaciones que integró el antiguo departamento de San Fernando. Fue integrada por tres distritos.
El territorio de la subdelegación fue organizado por decreto del presidente José Joaquín Pérez Mascayano el 14 de agosto de 1867.

## Historia
La subdelegación fue creada por decreto supremo del 14 de agosto de 1867, que divide el departamento de San Fernando en veinte subdelegaciones. El documento determina así sus límites:

Al norte, por los cerros de Rehuelemu; al oeste, por el cordón de los de la Cañadilla, Miraflores, etc., hasta que se juntan con los anteriores; al sur, por el estero Antivero; y al este, por el deslinde oriental de las haciendas del Barrial y los Barriales, formada por la cerca que separa la primera de las haciendas de don Fernando y de doña Antonia Marín, por el camino del Crucero, desde el punto en que concluye esta cerca y por el de los Lingues, desde que se junta con él, prolongándose su línea hasta el cordón de los cerros de Rehuelemu.

Se dividió en tres distritos: 1.º del Crucero, 2.º Miraflores y 3.º de la Cañadilla.
Por decreto del 22 de diciembre de 1891 fueron creadas varias comunas en el departamento de San Fernando, entre ellas la comuna de Roma, a la que pasó a pertenecer esta subdelegación.
El Decreto con Fuerza de Ley N.º 8.583 del 30 de diciembre de 1927 redistribuye el territorio del departamento de San Fernando, y esta subdelegación es fusionada con las de La Estación, San Fernando, Roma, Talcarehue, Tinguiririca, San Luis y el distrito de Manantiales, que pertenecía a la subdelegación de Placilla.

## Administración
La administración del territorio estaba a cargo del subdelegado, subordinado al gobernador departamental y nombrado por él. Duraban dos años en el cargo, aunque también podían ser nombrados indefinidamente. Podían ser removidos por el gobernador, quien debía dar cuenta de esto al intendente provincial. Los distritos, en tanto, eran regidos por un inspector, quien respondía a las órdenes del subdelegado, quien tenía la potestad de nombrarlos o removerlos dando cuenta al gobernador departamental.